# Me tana
Me tana (in italiano: Con tutto) è un singolo della cantante albanese Elvana Gjata. Scritto e composto dalla stessa interprete, è stato pubblicato su etichetta discografica East Music Matters il 10 dicembre 2019.

## Descrizione
Il brano è stato presentato il 19 dicembre 2019 durante la prima semifinale della 58ª edizione del Festivali i Këngës, il festival musicale albanese che annualmente seleziona il rappresentante nazionale per l'Eurovision Song Contest. Me tana è stata una delle dodici canzoni selezionate dalle giurie per la finale, che si svolgerà due giorni più tardi. Nella serata finale del festival, la canzone si classifica seconda dietro ad Arilena Ara con la ballata Shaj.
Subito dopo la pubblicazione, il brano ha scalato le tendenze YouTube in Albania, Germania, Grecia, Macedonia del Nord, Svizzera e Turchia.

## Tracce
1. Me tana – 3:40